# TVR Griffith
TVR Griffith — британский спортивный автомобиль марки TVR, производился в трёх модификациях.

## TVR Griffith 200

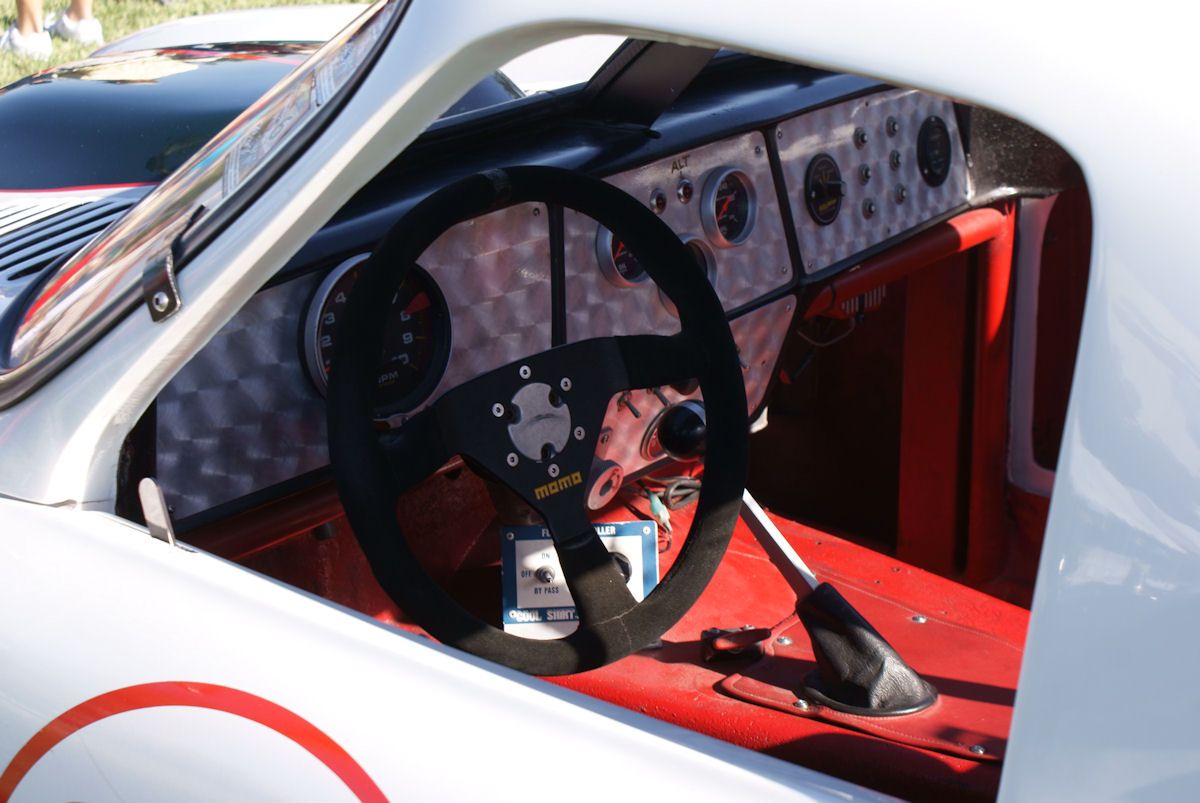
Интерьер гоночной версии

Первая серийная машина TVR появилась в 1958 году — это была модель TVR Grantura. Тем не менее, ещё с 1956 года единичные экземпляры первых моделей Тревора Уилкинсона начали поставляться в США. В 1962 году Джек Гриффит, американский дилер TVR, решил установить на шасси Grantura двигатель Ford V8 от модели AC Cobra, которую Гриффит незадолго до этого увидел на гонках в Себринге. Он договорился со своим британским поставщиком, и с того времени порядка пяти шасси Grantura третьего поколения каждую неделю отправлялись за океан, где Гриффит ставил на них двигатели Ford и продавал под названием TVR Griffith. Восьмицилиндровый двигатель почти пятилитрового объёма выдавал 282 л. с. мощности и разгонял двухместное купе до 228 км/ч. Эта версия известна под индексом Griffith 200. Из недостатков у модели была несовершенная система охлаждения и неэффективные тормоза, так что модель в спешном порядке пришлось дорабатывать.

## TVR Griffith 400
Некоторые элементы кузова заменили, устранили недостатки и поставили новый двигатель — на этот раз от Ford Mustang. При том же объёме двигатель развивал 314 л. с., благодаря чему максимальная скорость повысилась до 262 км/ч. Эта модель получила название Griffith 400 и с того времени начала поставляться обратно в Великобританию.
По характеристикам машина могла конкурировать с лучшими спорткарами того времени, однако появились новые недостатки. Если машина-предшественник — Grantura — страдала излишней чувствительностью руля, то потяжелевший на 220 кг (и с нарушенной от этого развесовкой) Griffith испытывал недостаток манёвренности. Кроме того, авто при своём двухместном салоне не имело отдельного багажника, и доступ к грузовому отделению осуществлялся только через сиденья. Наконец, цена суперкара Griffith оказалась слишком высокой. Продав за неполные три года около 300 автомобилей, Джек Гриффит в дальнейшем отказался от поставок шасси.

## TVR Griffith 500

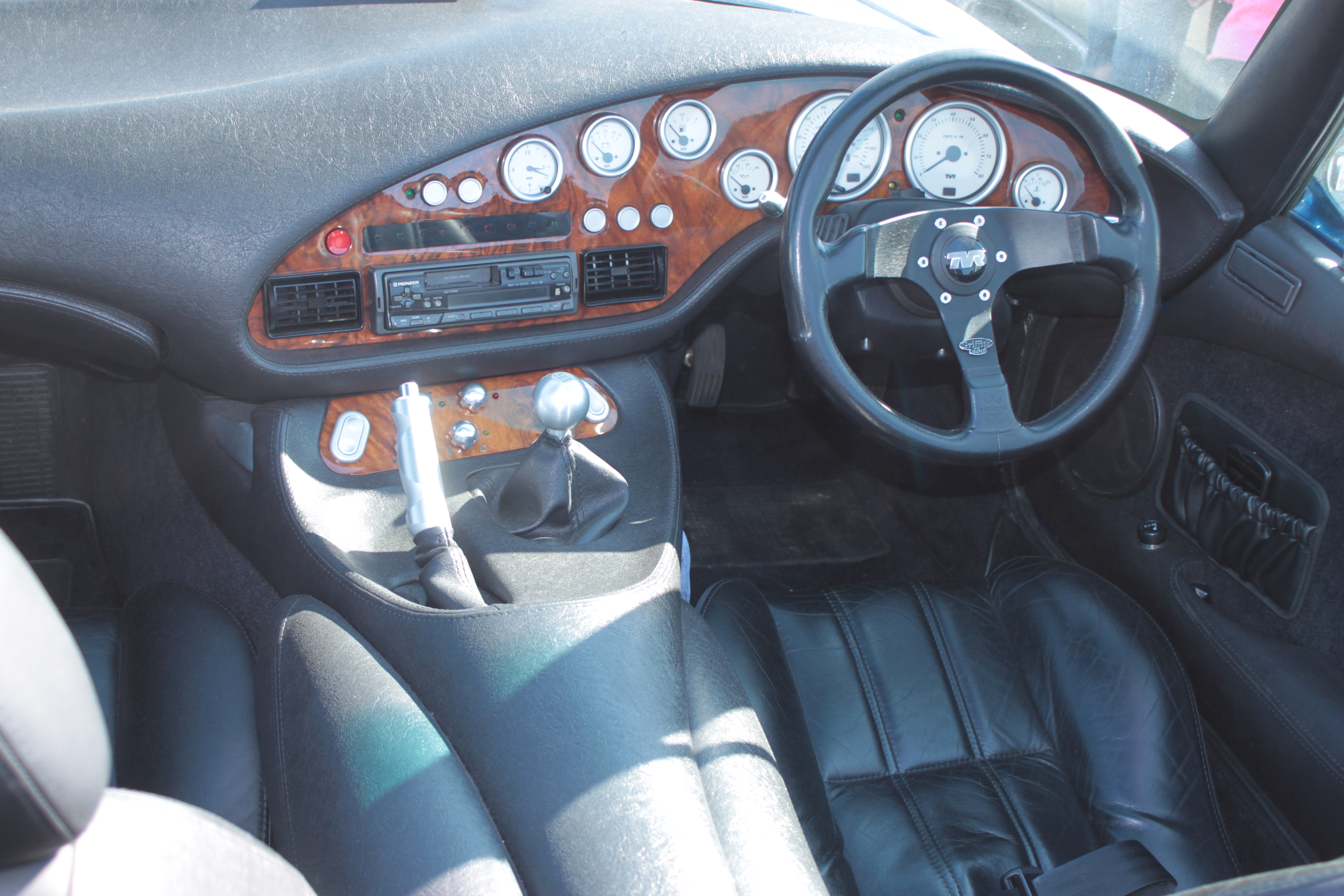
Интерьер

Как и предшественники, модификации 200 и 400, Griffith 500 был лёгким двухместным спортивным автомобилем с корпусом из стекловолокна и двигателем V8. Первоначально на него устанавливали четырёхлитровый двигатель Rover V8 мощностью 243 л. с., но в 1992 году появилась версия с двигателем 4,3 л 284 л. с. В 1993 году появилась версия Rover V8 с разработанным TVR пятилитровым двигателем в 345 л. с. Все версии Griffith использовали систему управления двигателем Lucas 14CUX. Все модели имели механическую коробку передач с пятью скоростями.
Несмотря на то, что Griffith 500 был с технической точки зрения почти идентичен своей машине TVR Chimaera, у него был другой дизайн кузова, и его выпускали в гораздо меньших количествах.
Griffith был лёгким, мощным и хорошо сбалансированным автомобилем. Предложение выпустить бюджетный вариант Griffith Speed Six так и не реализовали. Тем не менее, в 1999 году вышла модель TVR Tuscan Speed Six.
Специальная серия Griffith 500 получила название Blackpool B340. Этот автомобиль появился в играх Gran Turismo и Gran Turismo 2. Автомобиль был похож на обычный Griffith 500 с некоторыми дополнительными опциями.
В 2000 году TVR объявил о завершении производства Griffith. В связи с этим было решено создать ограниченную серию ста автомобилей Special Edition (SE). Хотя он по-прежнему был очень похож на предыдущую модель Griffith 500, SE имел гибридный интерьер — использовались панели приборов TVR Chimaera и TVR Cerbera. Отличительными элементами были задние фары, а также наружные зеркала, более мощные фары. Некоторые экземпляры также поставлялись с 16-дюймовыми колёсами. Каждый автомобиль поставлялся с пронумерованной табличкой в бардачке, наносился номер сборки и специальный значок. Все автомобили также имели уникальную подпись в багажнике под ковриком. SE активно выпускались в период с 2000 по 2002 год, последний сошёл с конвейера в 2003 году.
Каждый год владельцы TVR Griffith устраивают съезд под названием The Griff Growl.
В 2008 году Al Melling Sports Cars представила Melling Wildcat, родстер, основанный на проекте Griffith, но оснащённый более поздним вариантом двигателя AJP8 от TVR.

## TVR Griffith (2023)

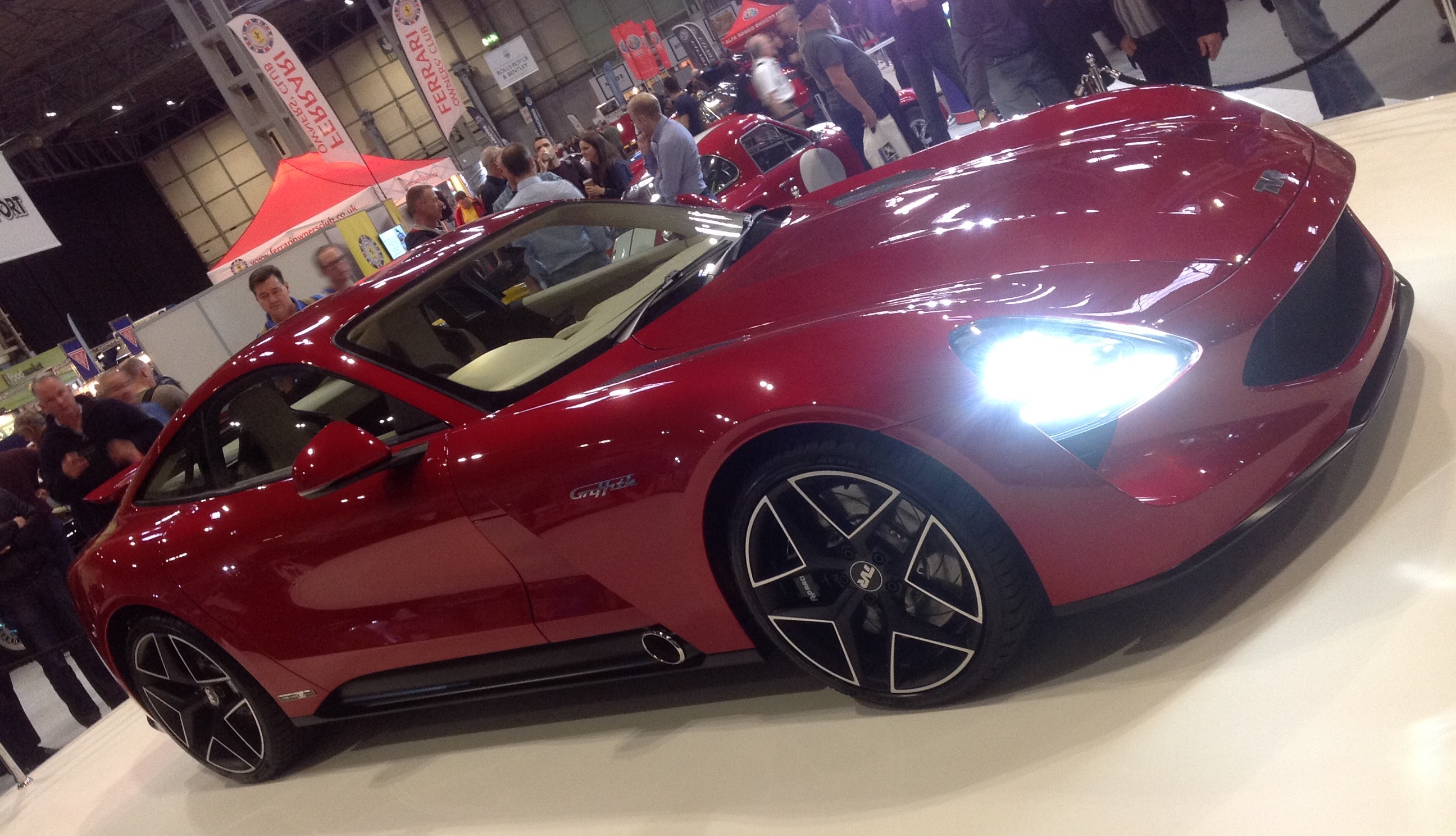
Вид спереди

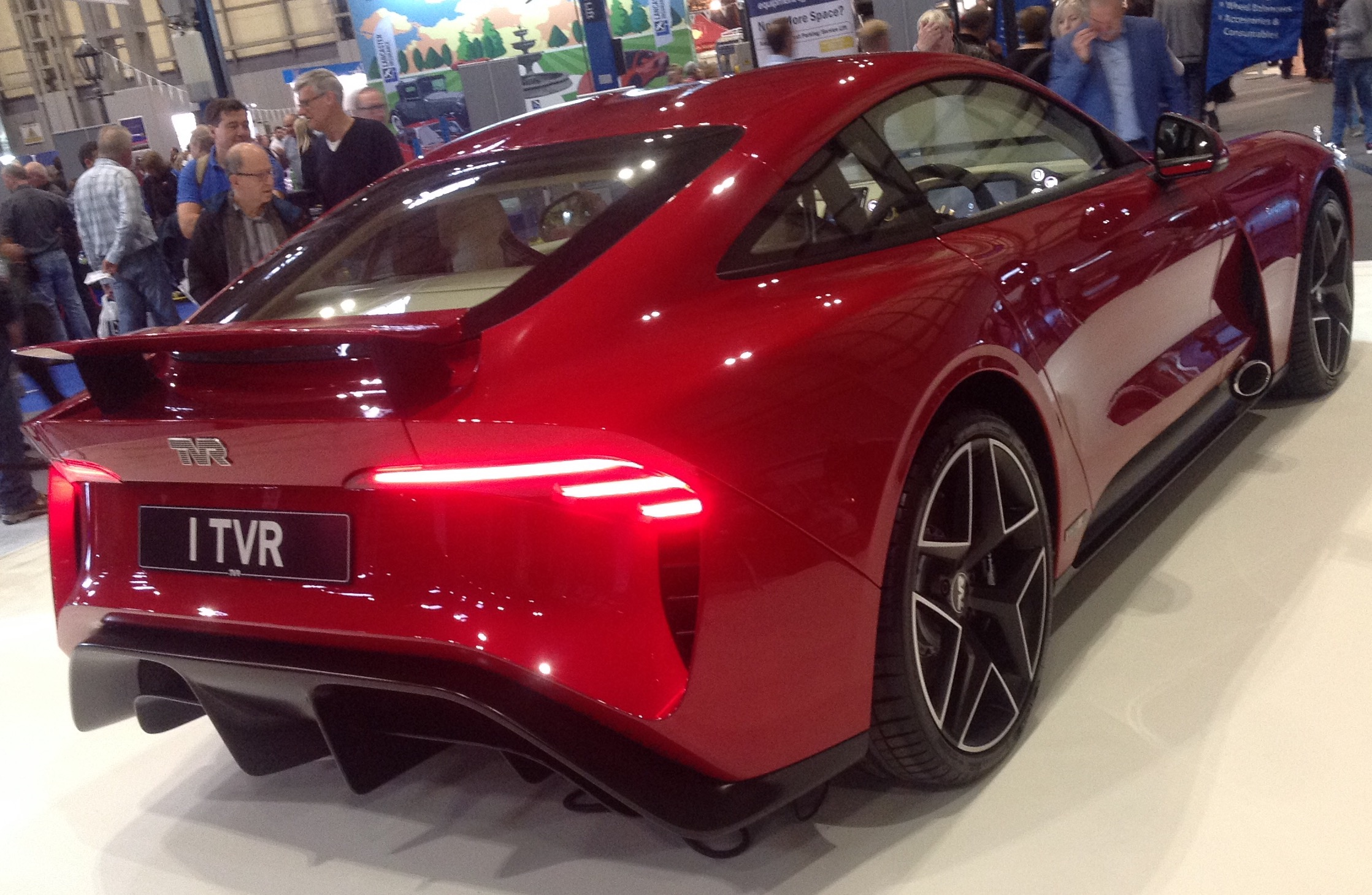
Вид сзади

8 сентября 2017 года в честь 70-летнего юбилея марки на фестивале Goodwood Revival, появился новый Griffith от возрождённой марки TVR. Дизайн разработал Гордон Мюррей. Он оснащён модифицированным двигателем V8 Ford Coyote объёмом 5 литров мощностью 507 л. с., подвеской с двойным поперечным рычагом, регулируемыми демпферами, поворотной катушкой, шасси обеспечивают граунд-эффект.
В ноябре 2021 года журнал EVO сообщил, что новый Griffith ещё не запущен в производство, а поставки готовых автомобилей ожидаются в лучшем случае к концу 2023 года. EVO сослался на пандемию COVID-19, проблемы с финансированием и ущерб производственным мощностям, которые привели к задержке выпуска автомобиля. Благодаря новому партнёрскому соглашению между TVR и Ensorcia Automotive появились дополнительные средства для разработки нового Griffith.